# Не поддающийся проверке
Не поддающийся проверке — альбом Юрия Наумова. Записан в 1987 году в студиях театра «Современник» (Москва) и «Ленфильма» (Ленинград). Удачное продолжение альбома «Блюз в 1000 дней» (1986). Переиздан на CD в 2002 году.
Альбом получил диплом II степени на смотре-конкурсе журнала «Аврора» в 1989 году.

## Список композиций
1. Мой Гимн — 2:57
2. Переведи на нейтраль — 4:39
3. Блюз № 666 — 5:13
4. Ты и Я — 4:17
5. Где мой дом — 5:00
6. Не закрывай глаза — 4:41
7. Звёздная Ночь — 3:28
8. Не поддающийся проверке [инструментал] — 2:24
9. Мой Гимн (реприза) — 3:16
10. Театр Станиславского — 10:30

## Участники записи
- Владимир Елисеев — ритм-компьютер
- Михаил Секей — клавишные (6), 6-струнная акустическая гитара (7)
- Юрий Наумов — вокал, электрогитара, 9-струнная акустическая гитара, бас, клавишные

звукорежиссёры:
- А. Шиховцев (2, 4, 9, 10)
- В. Радзиминский (1, 3, 5, 6, 7, 8)